# Blue Gene

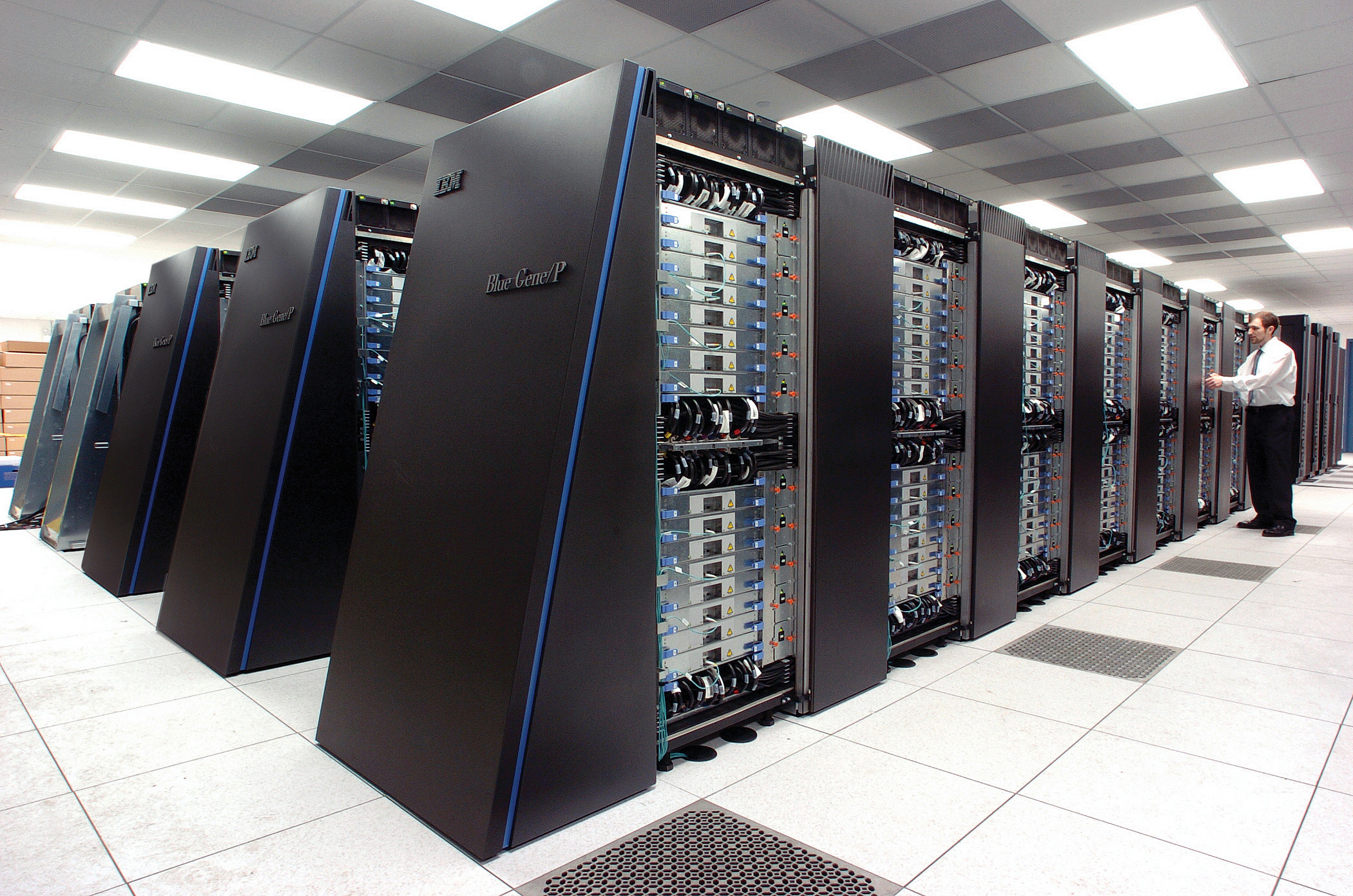
Màquina Blue Gene / P al Laboratori Nacional d'Argonne

Blue Gene és un projecte de desenvolupament d'un súper ordinador originat per IBM el 1999, en col·laboració al Thomas J. Watson Research Center, el qual està format per una sèrie d'arquitectures d'alt rendiment (treballen amb FLops) que requereixen molt poca demanda d'energia. El seu treball consisteix en l'emmagatzematge i transmissió de dades entre diversos sistemes informàtics.
Aquest projecte es troba al Laboratori Nacional Lawrence Livermore, als Estats Units, i compta amb diverses generacions.

## Blue Gene/L
Blue Gene / L va ser la primera versió d'aquest súper ordinador. La lletra “L” del final del nom correspon a la paraula “Light”, atès a què originalment el seu nom anava a ser “Blue Light”. Es va construir al laboratori de IBM a Rochester, Minnesota.
Aquesta màquina va revolucionar la tecnologia del moment, ja que tenia com a objectiu de fabricació establir un canvi radical en el disseny dels súper ordinadors, i ho van aconseguir a causa de la seva petita grandària i eficiència energètica.
El sistema operatiu utilitzat va ser Linux. Quant a l'arquitectura de processadors, utilitzava dos en un xip, cosa que afavoreix a l'escalabilitat i compacitat. En proporció a la seva grandària física, de 320 metres quadrats, Blue Gene oferia una velocitat de computació com mai s'havia vist, de 360 teraflops, i amb un consum mínim de 216 kilovats.
Fins al 2002, el gallardó de l'ordinador més ràpid del món el tenia Japó, NEC, amb l'Earth Simulator, però el 2005 Blue Gene, amb la seva primera generació “L”, el va superar per una trentena de PFLops aproximadament.
Utilitzava una aproximació de 131,000 processadors per gestionar rutinàriament 280 Trilions d'operacions cada segon. Aquest mateix càlcul el trigaria a fer una persona amb una calculadora un total de 177.000 anys.
Amb aquesta primera generació, al 2009 Barack Obama va premiar a IBM amb la Medalla Nacional de Tecnologia i Innovació, el premi més prestigiós que atorga Estats Units als principals innovadors pels seus èxits en tecnologia.

## Blue Gene/P
Aquesta segona generació va sortir a la llum el Juny de 2007, com una evolució de l'anterior. Quant al rendiment, triplicava el de la Blue Gene/L. amb un total de 294.912 processadors, cadascun amb quatre nuclis CPU PowerPC 450.

## Blue Gene/Q
L'última generació d'aquest ambiciós projecte va estrenar-se el 8 de febrer de 2011, en col·laboració amb el Laboratori Nacional d'Argonne del Departament d'Energia dels EUA, situat als afores de Chicago, Illinois.
IBM va construir aquesta màquina per aconseguir avenços significatius en el disseny de bateries elèctriques ultra eficients, per comprendre el canvi climàtic global i per explorar l'evolució del nostre univers, aquesta última molt ambiciosa.
Segons la llista Green500, "Blue Gene/Q" va ser nomenada la "supercomputadora més ecològica del món” el novembre de 2011. Quant al rànking que els classifica per la seva eficiència, actualment ocupa la posición número 10.
Amb aquest projecte, s'ha aconseguit simular mil milions de neurones i deu bilions de sinapsis, l'equivalent neuronal al cervell d'un ratolí (512 processadors), una rata (2.048) i d'un gat (24.576), tot i que el seu consum és infinitament més elevat.
Actualment, s'espera que abans de 2019 pugui simular un cervell humà, format per 20 mil milions de neurones i uns 200 bilions de sinapsis, el que requeriria 880.000 processadors treballant a l'hora.

## Origen del Nom
El projecte Blue Gene va ser creat originalment per ajudar els biòlegs a observar els processos invisibles del plegament de proteïnes i el desenvolupament de gens.
La primera part del nom, “Blue”, és habitual en els productes d' IBM, la segona correspon amb la investigacion dels gens.